# 坎代·西潘敦
坎代·西潘敦（羅馬化：Khamtai Siphandon，1924年2月8日—2025年4月2日），老挝革命家、政治家、军事家。前任老挝人民革命党、老挝人民民主共和国和老挝人民军的最高领导人，曾任老挝人民革命党中央委员会主席、老挝人民民主共和国主席和老挝政府总理等职。

## 生平
1924年2月8日，坎代·西潘敦生于老挝占巴塞省班孔村一个农民家庭。
1947年参加抗法武装斗争，1948年坎代任老挝抗战政府驻下寮地区代表，1954年加入印度支那共产党，1956年转为老挝人民党，1957年至1959年任老挝人民革命党中央办公厅主任，1960年任党中央军事负责人和老挝战斗部队总司令。
在老挝人民革命党夺取胜利后1975年出任政府副总理兼国防部长和人民军总司令，1991年8月晋升政府总理，1992年11月24日被选为老挝人民革命党中央委员会主席兼任中央国防与治安委员会主席，此后多次连任，2006年3月宣布退休，不再担任老挝人民革命党中央主席。此外还于1991年8月至1998年2月出任政府总理。1998年2月24日当选老挝人民民主共和国主席，2002年4月9日在连任，至2006年6月8日退休，由朱馬利·賽雅貢接替。
2025年4月2日10时30分，坎代·西潘敦因病去世，享年101岁。
坎代曾任老挝人民革命党第二至第六届中央委员、中央政治局委员，第三、四届中央书记处书记；还曾被授予老挝人民民主共和国最高金质勋章。